# Mile Krstev
Milorad Krstev oder auch Mile Krstev (* 13. Mai 1979 in Negotino) ist ein ehemaliger nordmazedonischer Fußballspieler, der zuletzt bei FK Metalurg Skopje unter Vertrag stand.

## Karriere

### Verein
Im Jahr 1996 fing Krstev mit Fußballspielen an. Er stand im gleichen Jahr bei FK Pobeda Prilep unter Vertrag. Anschließend wechselte er im Jahr 1998 zum niederländischen Erstligisten SC Heerenveen, wo er Leistungsträger wurde. Im Jahr 2011 holte er mit FK Metalurg Skopje den Pokal. Im Jahr 2016 beendete er seine Karriere.

### Nationalmannschaft
Krstev spielte von 1996 bis 2005 für die mazedonische Fußballnationalmannschaft. Er absolvierte 22 Länderspiele und erzielte zwei Tore für sein Heimatland.

## Erfolge
Im Verein
- Mazedonischer Pokalsieger: 2011